# Union de la politique réelle

Drapeau de l'Union de la politique réelle.

L'Union de la politique réelle (Unia Polityki Realnej en polonais, UPR) est un parti politique libéral de droite polonais.
Le programme du parti repose essentiellement sur une libéralisation de l'économie polonaise (abolition de l'impôt sur le revenu, privatisation des services de santé, suppression du salaire minimum). Il se présente aux élections de 2011 sous l'étiquette Prawica Rzeczypospolitej (Droite de la République).
En 2013, l'UPR s'est alliée à d'autres organisations nationalistes pour créer le Mouvement national (Ruch Narodowy) et présenter des listes aux élections européennes de 2014. Le score de ces listes est de 98 545 voix, soit 1,39 % des suffrages exprimés.
Son fondateur et ancien dirigeant (président du parti de 1990 à 2003, candidat à toutes les élections présidentielles polonaises depuis 1995) est Janusz Korwin-Mikke (né en 1942). Ce dernier a par la suite créé le parti Nowa Prawica (Nouvelle Droite) devenu par la suite Congrès de la Nouvelle Droite. Les listes qu'il présente aux élections européennes de 2014 recueillent 505 586 voix, soit 7,15 % des suffrages.